# PC房
PC房（韓語：PC방）是韩国的一种局域网游戏中心，顾客可以按小时收费游玩多人电子游戏。PC房收费在500韩元到1500韩元左右（大多数PC房的收费为1000韩元）。尽管韩国个人电脑和宽带互联网接入的人均普及率极高，但PC房仍然很受欢迎，因为它们为游戏玩家（尤其是学龄游戏玩家）提供了与同龄人一起游玩电子游戏的社交场所。此外，PC房能够以相对较低的价格使用专门为电子游戏设计的高价高端游戏电脑的能力，高配置电脑提高了PC房的受欢迎程度。

## 历史
PC房的起源始于1988年3月在韩国开业的“电子咖啡馆”（韓語：전자 카페，1991年停业）。 电子咖啡馆创办人安商守和Geum Nu-Ree在弘益大学旁边开设了这家电子咖啡馆。当时，人们可以使用两台通过电话线相连的16位计算机游戏。然而，当时只有弘益大学周边的居民知道这所PC房。
1994年4月，郑敏镐在瑞草区创立韩国第一家网吧——BNC。它的开业获得了极大的欢迎。从1988年到1993年，媒体将此类咖啡馆称为“电子咖啡馆”；然而，BNC开张后，媒体将此类咖啡馆冠以“现代咖啡馆”、“网咖”等名号。

## 行业
PC房中，大型多人在线角色扮演游戏最受欢迎，逾十万人可以同时在线。《星海争霸》在1998年发布后，PC房开始流行。当时，韩国的计算机产业蓬勃发展，互联网使用率逾五成。迄2002年, 韩国有2500万人使用互联网，1440万户韩国家庭接入互联网。据估计，在1997年至2011年间，随着韩国网络接入率的上升，PC房的数量从一百间增长到二万五千间。许多流行的韩国多人游戏为玩家提供激励措施，鼓励他们在个人电脑上玩游戏。例如， 乐线游戏Kart Rider和BnB会在玩家通过PC登录时为用户赐予“Lucci”（游戏内虚拟货币）。

## 使用率
尽管使用PC房的用户遍及各个年龄段且不分男女，但PC房的大多数用户为十余岁和二十余岁的用户。一整天，PC房的使用率都在浮动。大多数PC房全日开放。早上的主要用户是30到50岁的成年男性。年轻男性会在下午一时至三时成群结队前往PC房。这段时间是PC房最热闹的时候。晚餐时间，青少年和年轻人会进入PC房。他们通常玩在线纸牌、街机或大型多人在线角色扮演游戏。电竞选手（18岁及以上）从晚上8点开始进入，通常会在PC房驻留几个小时甚至通宵。英雄联盟、天堂Ⅱ 、突击风暴和星际争霸是深夜玩家最喜欢的游戏。

## 社会方面
PC房行业创造了一种广受韩国年轻人欢迎的文化。游戏玩家业已将PC房视同社交设施，成为当今韩国年轻人生活的重要组成部分。许多学生认为PC房提供了一个无压力、有趣且以青年为主的环境，一群朋友可以在这里见面并合作游戏。他们建议游戏本身可以通过促进小队或玩家群体的发展来更有效地玩游戏促进社会发展。

## 网瘾问题
随着公众在家里和在电脑前可以轻易使用电脑和接入互联网，游戏成瘾已成为一个问题。在PC房花费数小时的后果以及对强烈的竞争导致韩国PC房用户的网瘾和流浪问题恶化。游戏成瘾严重挤压了成瘾者的睡眠、学习、家庭作业、与朋友共度的时间和承诺。韩国为遏制该情况，立法规定禁止十六岁以下人士在深夜至上午六时游玩网络游戏。该法律主要针对主机网络游戏以及可联网的家用游戏机。它对以智能手机和平板电脑为平台的游戏设下两年宽限期，然后再重新考虑是否部署防沉迷系统，因为这些平台上的网游成瘾问题在当时并不恶劣。

## 行业影响
韩国PC房被证实为大量玩家在《守望先锋》中作弊的来源，该情况造成大量用户无法通过亚洲服务器畅玩《守望先锋》。该游戏的发行商暴雪娱乐与许多个人电脑公司达成协议，允许任何使用该网吧的人玩《守望先锋》而无需购买游戏本体。由于普通PC房用户的竞争性和年轻性，这些玩家中的许多人使用诸如自瞄等工具在《守望先锋》比赛中获得优势以向朋友炫耀。虽然暴雪严禁用户作弊，但PC房用户可以使用相同的工具快速创建傀儡帐户重新展开游戏。暴雪报告称每天处理来自韩国的数千个封禁请求。从2017年2月起，暴雪要求韩国玩家登录战网账号才能玩《守望先锋》和其他暴雪游戏。由于创建战网帐户需要独特的个人信息，包括难以伪造的韩国社会安全号码，暴雪预计这将有效遏制傀儡账户对《守望先锋》的影响。